# Rosalie Bertell
Rosalie Bertell (4 tháng 4 năm 1929 - 14 tháng 6 năm 2012) sinh tại Buffalo, New York, Hoa Kỳ) là người có 2 quốc tịch Canada và Hoa Kỳ. Bà đã làm việc trong lãnh vực y tế môi trường từ năm 1970.

## Tiểu sử
Từ năm 1969 tới 1978 Bertell là nhà khoa học thâm niên nghiên cứu bệnh ung thư ở "Viện nghiên cứu Ung thư Roswell Park". Bà cũng từng làm cố vấn cho Ủy ban điều chỉnh Hạt nhân (Nuclear Regulatory Commission) của Hoa Kỳ, Cơ quan bảo vệ Môi trường Hoa Kỳ (Environmental Protection Agency), và cho Bộ Y tế Canada.
Bertell là chủ tịch của "Viện Quốc tế quan tâm về Y tế công cộng" (International Institute of Concern for Public Health) từ năm 1987 tới 2004. Bà đã sáng lập "Ủy ban Y khoa quốc tế Chernobyl" (International Medical Commission Chernobyl) năm 1996 và "Ủy ban Y khoa quốc tế Bhopal" (International Medical Commission Bhopal) năm 1994.
Năm 1983 được thưởng Huy chương Hans-Adalbert Schweigart của tổ chức World Union for Protection of Life.

## Tác phẩm
Rosalie Bertell đã xuất bản nhiều bài báo khoa học và là biên tập viên của báo "International Perspectives in Public Health". 
Bà đã viết các sách: No Immediate Danger: Prognosis for a Radioactive Earth (1985) và Planet Earth: The Latest Weapon of War (2000).

## Giải thưởng
Rosalie Bertell đã đoạt nhiều giải thưởng, như:
- Giải thưởng Right Livelihood[3]
- World Federalist Peace Award
- Ontario Premier's Council on Health
- Health Innovator Award
- the United Nations Environment Programme Global 500 award
- the Sean MacBride International Peace Prize.